# Tändkulemotor

Skiss av tändkulemotor.
1. Tändkula
2. Cylinder
3. Kolv
4. Vevhus

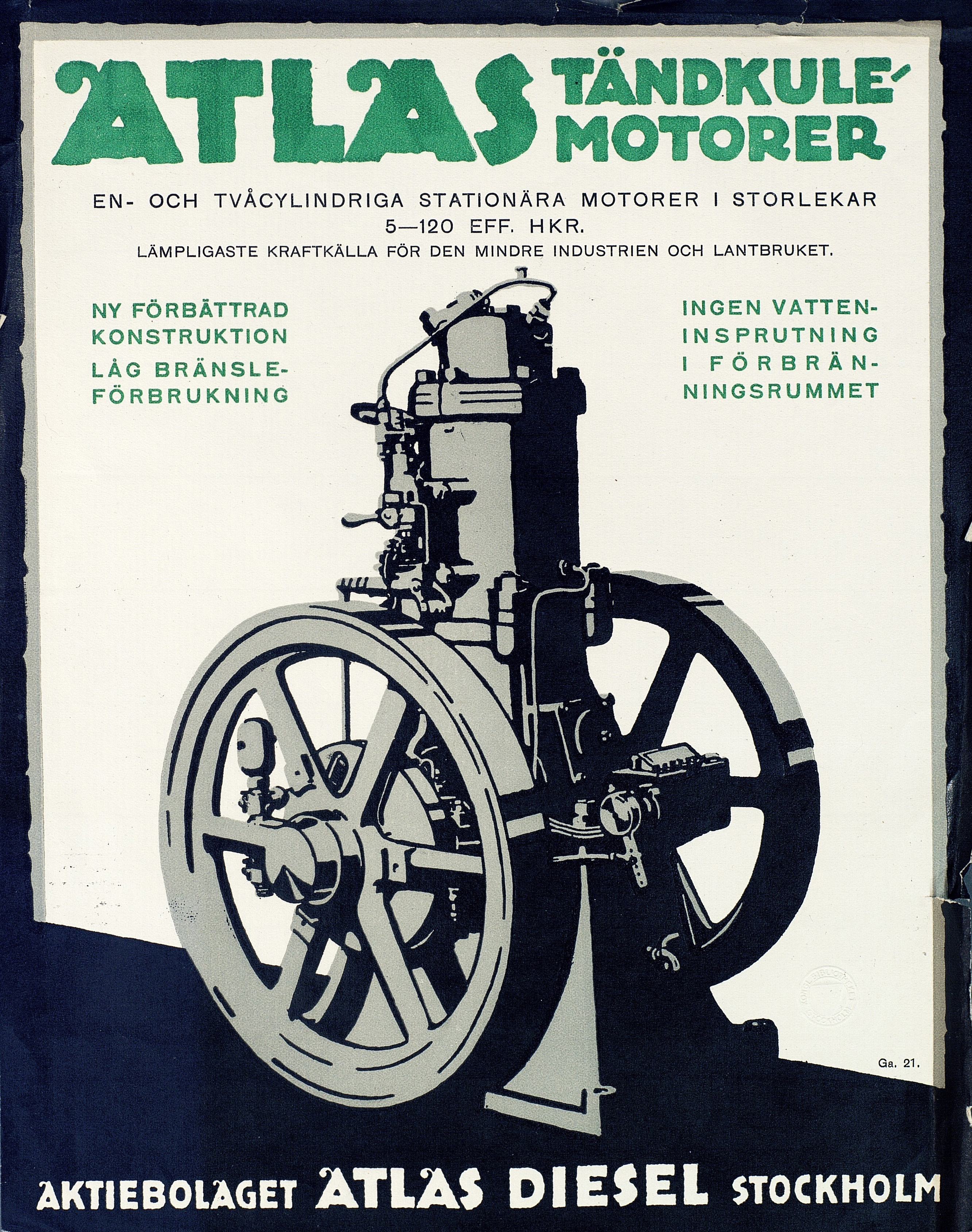
Atlas tändkulemotorer. Affisch från omkring 1917.

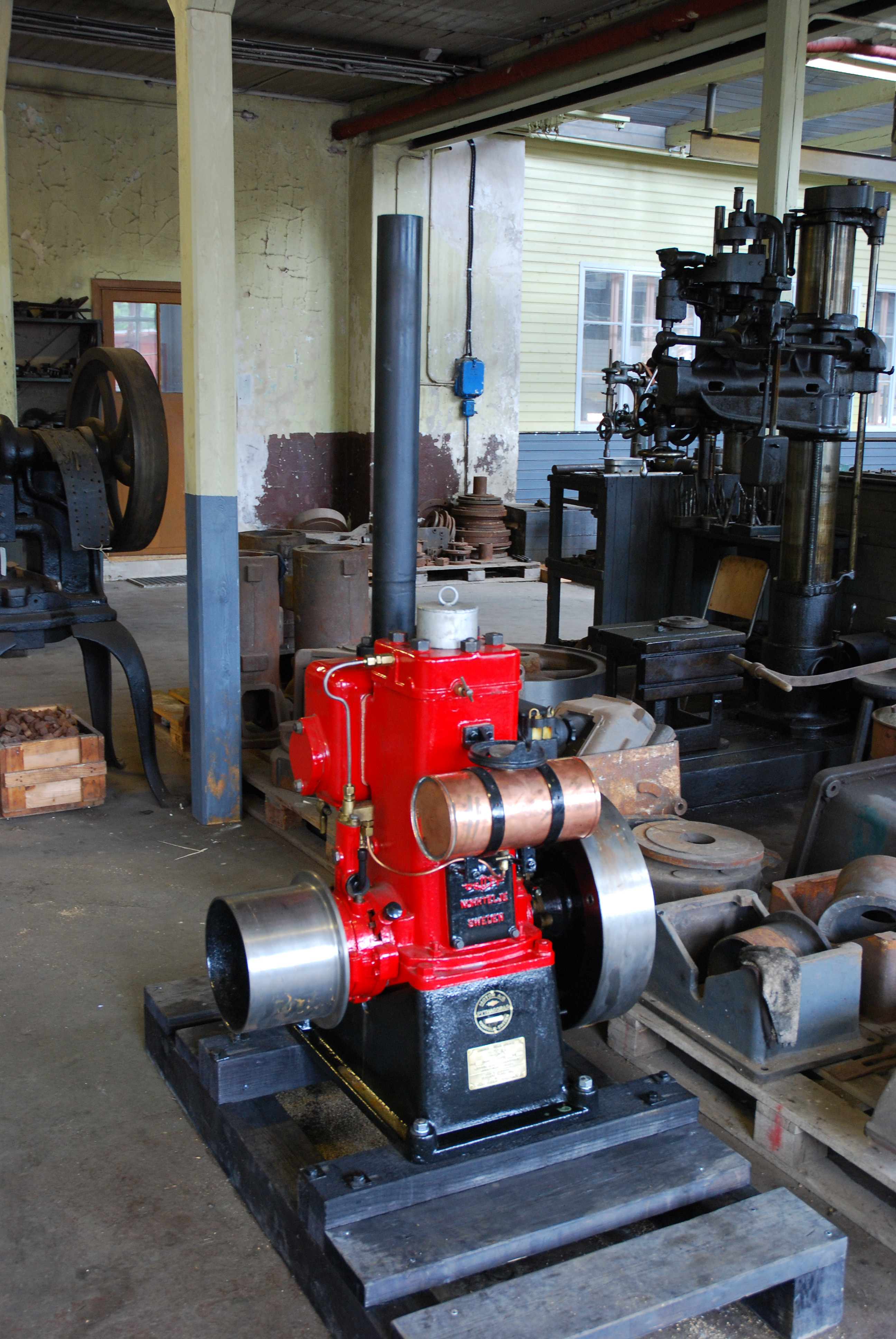
Tändkulemotor av varumärket Drott, nytillverkad på Pythagoras industrimuseum i Norrtälje efter originalritningar.

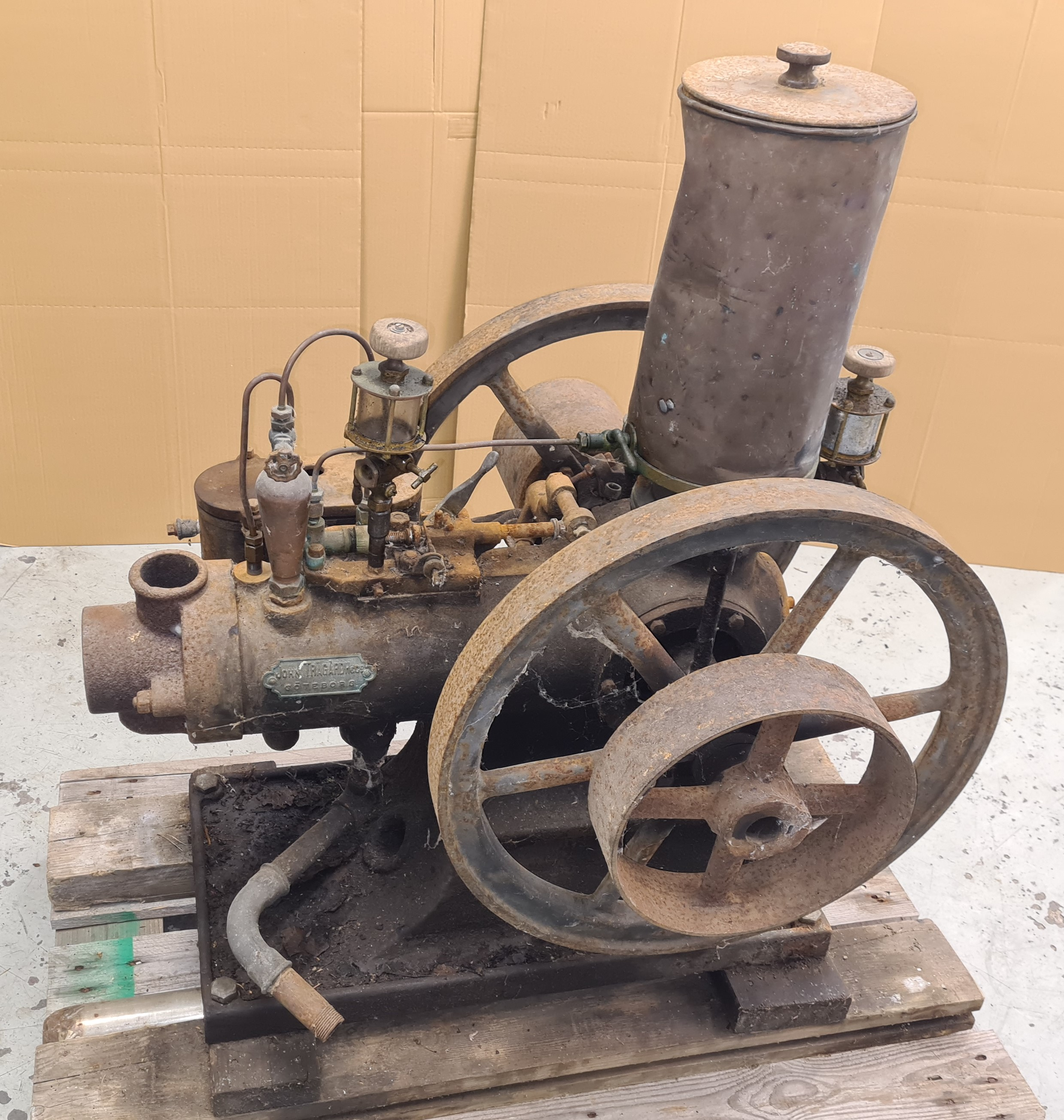
Mietz and Weis 2-takts tändkula. En trunkmotor enligt det patent som ligger till grund för alla svenskas tändkulor. Vid RUBENS i Götene

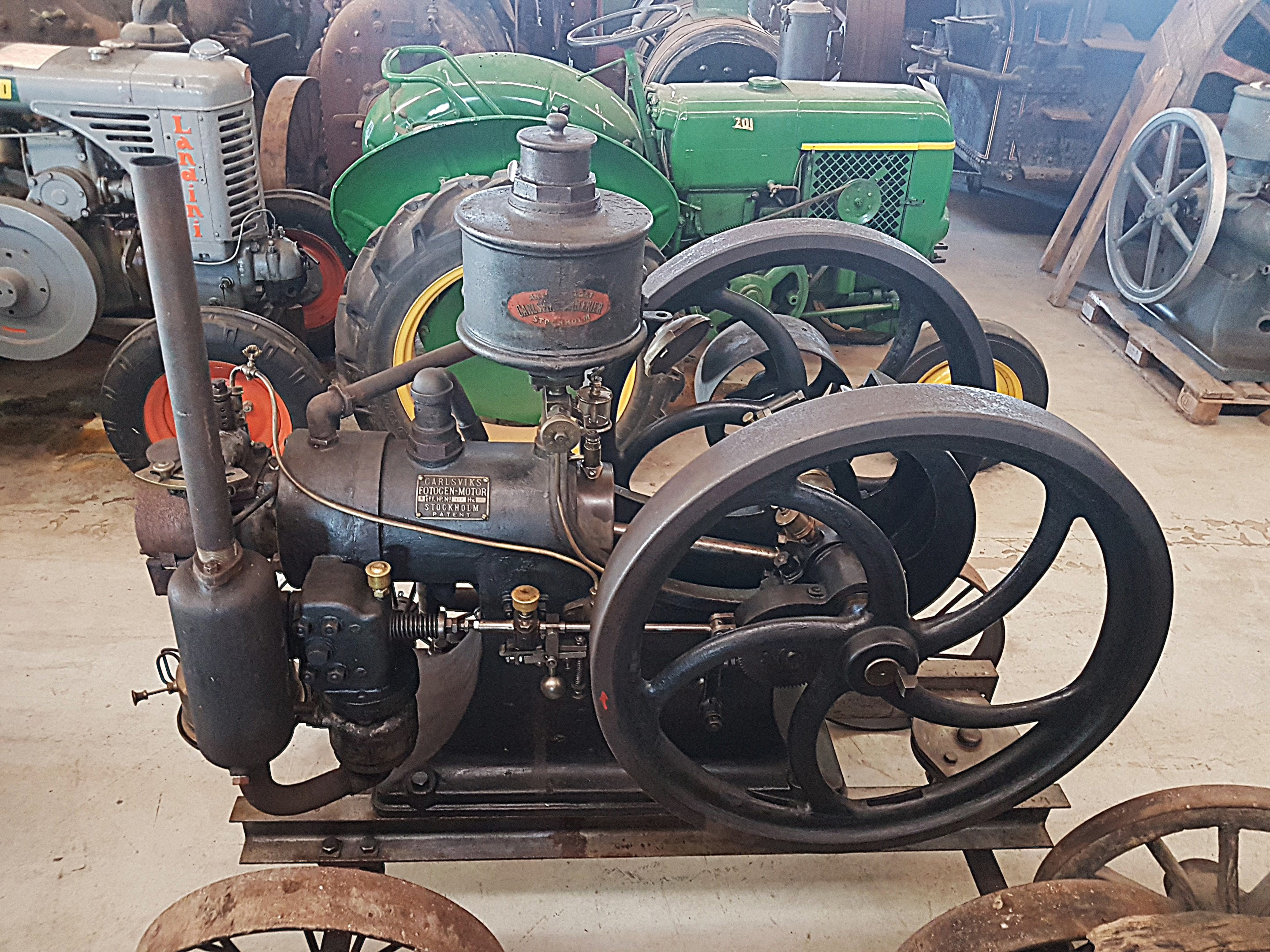
4-takts tändkulemotor, Carlsviks Gjuteri 1899. Vid RUBENS i Götene

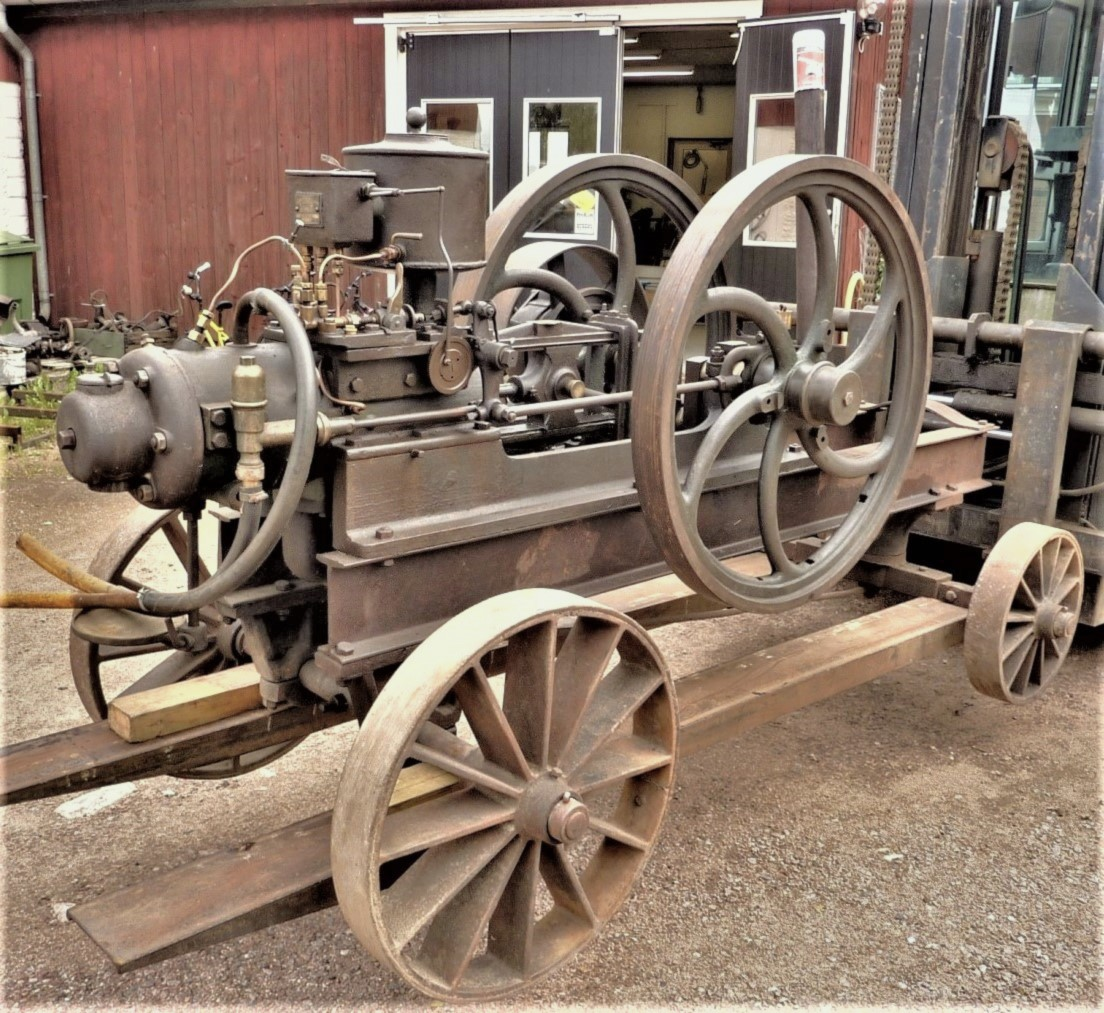
En 2-takt tändkulemotor i avsaknad av vevhuskompression. Med öppen vevrörelse, fast kolvstång och ledad vevstake i tvärstycke och plangejd, Vid RUBENS Maskinhistoriska I Götene

Tändkulemotor, även semidieselmotor, kultändare, glödkulemotor och råoljemotor, är en förbränningsmotor av kolvtyp som förr användes till att driva bland annat fiskebåtar, sågar, fabriksmaskiner, pumpar, tröskverk och traktorer.
Tändkulemotorn är upphovet till det klassiska 'dunk-dunk-ljudet' från gamla fiskebåtar. Det som ger motorn sitt namn är systemet för antändningen av bränslet. Tändkulemotorn kan således vara antingen en fotogenmotor eller råoljemotor.

## Funktion
Namnet härrör från den kulformade kammare som sticker ut ur motorns block, och som förvärms för att motorn ska starta. I denna kammare sker den huvudsakliga förbränningen och kammaren är förbunden med cylindern genom en kanal. Till skillnad från resten av motorn saknar kammaren vattenkylning. Kulan kommer alltså att hålla en högre temperatur än resten av motorn och det är detta som gör att bränsleblandningen antänds. Bränslet sprutas in i kammaren av en pump och när kolven pressar upp luft i kammaren stiger temperaturen genom kompressionen, värmen i kulans väggar och i de kvarvarande förbränningsresterna till sådan nivå att bränsle-luftblandningen antänds.
Principen liknar dieselmotorn, men i denna åstadkoms den höga temperaturen enbart genom kompression. Eftersom förgasningen av bränslet sker vid mycket hög temperatur kan bränslen av låg kvalitet användas. Därför kallas motortypen även råoljemotor eftersom tjock mineralolja kan användas men även till exempel trätjära, sälolja eller smör. Eftersom tändkulemotorerna oftast drevs vid låga varvtal krävdes ett kraftigt svänghjul.
Före start måste kulan värmas tills den blir svagt glödande. Ursprungligen skedde detta med blåslampa och kunde ta 15 till 20 minuter. Speciella blåslampor för detta ändamål drevs oftast med fotogen och tillverkades av till exempel av Primus. Senare motorer kunde värmas med elström eller med en pyroteknisk sats. För att få en jämn gång på motorn fick kulan sedan varken bli för kall eller för varm, varför driften krävde ett visst mått av skicklighet.

## Användning
Tändkulemotorn var oftast encylindrig och av tvåtaktstyp. Större fiskebåtar i Bohuslän hade ofta tvåcylindriga tändkulemotorer med relativt stor effekt.
Tvåtakts tändkulemotor kan gå åt två olika håll, och det kunde nyttjas för att växla riktning med snabbt stopp och omstart åt motsatt håll till exempel för att backa vid tilläggning i hamn. Härigenom undveks ett dyrbart backslag av mekanisk typ. Senare ersattes denna teknik i marina tillämpningar med reverserbara propellrar.
Motorerna var också vanliga i stationära tillämpningar för att driva mindre sågverk, pumpar, kvarnar etcetera. De kunde placeras på vagnar och användes på det sättet som mobila kraftstationer.

## Historik
Tändkulemotorn uppfanns i slutet av 1800-talet av engelsmannen Herbert Akroyd. Akroyd tillverkade en motor av fyrtaktstyp med hjälp av Hornsby & Sons i Grantham. Drivmedlet för denna motor var fotogen. Motorn kom att vidareutvecklas senare i USA av två tyska emigranter som hette Mietz och Weiss vilka patenterade en liggande tvåtaktsmotor.

### Sverige
Det var denna Mietz och Weiss tvåtaktsmodell som blev modellen för de flesta motorer som tillverkades i Sverige. J.V. Svenson köpte tillverkningsrättigheter runt sekelskiftet, och kom att bedriva en omfattande tillverkning i AB J.V. Svensons Motorfabrik i Augustendal i Nacka. År 1912 startade J.V. Svensons Motorfabrik produktion av en motorplog med tändkulemotor. Senare kom det att finnas mer än 70 större tillverkare av denna motortyp i Sverige och tändkulemotorer kom att utgöra en betydande svensk exportartikel. Tillverkning av tändkulemotorer var särskilt etablerat i Sverige och har setts som en viktig faktor när Sveriges verkstadsindustri kom i kapp övriga Europas industrialiseringsgrad första årtiondena av 1900-talet.
Före 1900 var det generellt 4-taktmotorer. I Sverige fanns över 10 tillverkare av denna typ av tändkulemotorer. Bolinders och Carlsviks gjuteri var störst. Elof Johansson, Haddarp 1894 och Beijer, Fallebo (senare Kristdala) 1896, var andra tidiga tillverkare
2-taktarna utvecklades enligt 2 olika falanger. Dels den traditionella trunkmotorn med slutet vevhus, och ledad vevstake i kolvtappen enligt Mietz & Weiss patent. Dels genom den öppna 2-taktaren vars förkompresion av spolluften skapas mellan kolven och det bakre cylinderlocket. Med fast kolvstång och ledad vevstake i ett tvärstycke i gejd som på en ångmaskin. Enligt Beijers modell.      

## Svenska tillverkare av tändkulemotorer i urval
- AB Atlas
- Bolinders
- Motorfabriken Göta, Osby
- Lysekils Mekaniska Verkstad (Skandiaverken)
- Maskinbolaget Norrköping (Patent Fenix)
- Motorfabriken Pythagoras, (bland annat modellerna Drott och Fram), Norrtälje
- June Munktell, Jönköping
- AB Seffle Motorfabrik, Säffle
- AB J.V. Svenssons Motorfabrik (Avance)
- Målilla mekaniska verkstad
- Kristdala Motorfabrik, Kristdala (Krimo)
- F.O. Beijers Mekaniska Verkstad, Kristdala
- Svenska Maskinverken, Stockholm (Ellwe)
- Bröderna Nilsson & Co Mekaniska Verkstad, Västervik
- AB N.A. Beijers Motorfabrik, Vimmerby
- Motorfabrik Ideal (Jansons Mekaniska Verkstad), Göteborg
- Storebro Bruk, Storebro
- AB Torps mekaniska verkstäder, Torpsbruk
- Vänerns motorverkstad, Vänern och Hanseat, Vänersborg
- AB Sandbäckens Verkstäder, Herkules, Katrineholm
- Lidans motorfabrik, Lidköping
- Bröderna Skoogs Motorfabrik, Solo, Borlänge, senare Gävle
- AB Gnarps Mekaniska Verkstad, Gnarp

## Norska tillverkare av tändkulemotorer i urval
- Brunvoll AS, Molde
- Sabb Motor, Bergen

## Danska tillverkare av tändkulemotorer i urval
- Motorfabrikken Dan A/S, Glostrup
- Maskinfabriken Tuxham A/S, Köpenhamn